# Ізабелла Тобіас
Ізабелла Тобіас (англ. Isabella Tobias; нар. 23 серпня 1991, Нью-Йорк, США) — колишня американська фігуристка, що виступає з партнером Іллею Ткаченком за Ізраїль. З ним вона дворазова чемпіонка Ізраїлю (2016 і 2017 роки). Раніше каталася з Дейвідасом Стагнюнасом в танцях на льоду за Литву. Дворазова чемпіонка Литви.
Раніше, на юніорському рівні, представляла Грузію з Отаром Джапарідзе.
Пара станом на 29 жовтня 2016 року займала 28-е місце в рейтингу Міжнародного союзу ковзанярів (ІСУ).

## Боротьба за право виступати на Олімпійських іграх
У жовтні 2012 року Ізабелла Тобіас подала президенту Литви прохання про надання їй литовського громадянства в порядку винятку. Це було зроблено, щоб пара могла виступити на Олімпійських іграх у Сочі. Крім того, навесні 2012 року Ізабелла почала вивчати литовську мову. У січні 2013 року комісія з питань громадянства Литви рекомендувала не надавати Тобіас громадянства, бо вона не відповідає необхідним у законі критеріям: у неї немає «особливих заслуг перед Литвою та інтегрованості в литовське суспільство». Пізніше, того ж місяця, Президент Литви Даля Грібаускайте не надала Ізабеллі Тобіас громадянство. Лише незадовго до початку Олімпійських ігор їй було надано литовське громадянство, і пара виступила в Сочі.

## Кар'єра після ігор у Сочі
По закінченні сочинської Олімпіади литовська пара розпалася. Тобіас встала в пару з російським фігуристом Ткаченком, і вони прийняли рішення виступати за Ізраїль. Першим стартом пари став турнір в Лейк-Плесіді наприкінці липня 2015 року, який вони виграли. Наступний старт був у Фінляндії на турнірі «Трофей Фінляндії», де вони у впертій боротьбі посіли друге місце. Наступний старт був в Саранську на турнірі «Мордовські візерунки» у жовтні. Тут були поліпшені всі колишні досягнення, і пара знову зайняла друге місце. Потім пара виграла турнір в Естонії «Кубок Талліна». Ці змагання дозволили парі заробити техмінімум. В середині грудня 2015 року фігуристи стали чемпіонами Ізраїлю. На європейському чемпіонаті у Братиславі фігуристи виступили дуже добре і увійшли в число десяти найкращих пар континенту. Через два місяці на світовому чемпіонаті в Бостоні ізраїльські фігуристи увійшли до десятки найкращих танцювальних пар світу. Раніше Тобіас ніколи не займала настільки високих позицій у світовому фігурному катанні.
Новий передолімпійський сезон ізраїльська пара почала в Монреалі на турнірі Autumn Classic International, де посіла четверте місце. У середині жовтня ізраїльські танцюристи дебютували (хоча раніше вони виступали на етапах Гран-прі, коли представляли попередні країни) на етапі Гран-прі в Чикаго, де на Кубку Америки зайняли місце в середині турнірної таблиці, при цьому перевершивши свої колишні досягнення у сумі. У середині листопада фігуристи виступали на черговому етапі Гран-прі в Парижі, де на турнірі Trophée de France вони також фінішували в середині турнірної таблиці.
Наприкінці листопада ізраїльтяни виступали на турнірі Таллінський трофей 2016, де впевнено фінішували на другому місці і перевершили всі попередні свої спортивні досягнення. Їм вдалося вдруге стати національними чемпіонами. Наприкінці січня 2016 року ізраїльські спортсмени виступали в Остраві на європейському чемпіонаті, де вони у впертій боротьбі зайняли місце поряд з п'єдесталом. В кінці березня ізраїльські фігуристи виступали на світовому чемпіонаті в Гельсінкі, де замкнули дюжину провідних танцювальних пар світу і зуміли впевнено кваліфікуватися на наступні Олімпійські ігри.

### Заміна тренера
Відразу після чемпіонату вони прийняли рішення змінити тренера і перейшли до команди Марини Зуєвої.
Найдивовижніше почалося з початку нового олімпійського сезону. Іллі було відмовлено в отриманні ізраїльського громадянства тому пара не змогла виступити на Олімпійських іграх. Спортсмени знялися зі всіх стартів і прийняли рішення завершити спортивну кар'єру.

## Програми
(з Дейвідасом Стагнюнасом)
| Сезон     | Короткий танець                                    | Довільний танець                                         |
| --------- | -------------------------------------------------- | -------------------------------------------------------- |
| 2012-2013 | Оклахома! Річард Роджерс і Оскар Хаммерстайн       | Концерт для фортепіано з оркестром № 2 Сергій Рахманінов |
| 2011-2012 | Shakira Medley                                     | Let's Twist Again Only You Tutti Frutti                  |
| 2010-2011 | «Вальс квітів» з балету Лускунчик П.І. Чайковський | «Знедолені» Клод Мішель Шенберг                          |

(з Отаром Джапарідзе)
| Сезон     | Оригінальний танець                                                                                | Довільний танець                                                        |
| --------- | -------------------------------------------------------------------------------------------------- | ----------------------------------------------------------------------- |
| 2007-2008 | «Дві гітари» у виконанні Zoltan and his Gypsy Ensemble і Очи чёрные у виконанні Bigrock Balalaikas | Сарабанда Георг Фрідріх Гендель «Furioso» Aria «Sarabande Suite» Globus |

## Спортивні досягнення

### За Ізраїль
(з Іллею Ткаченком)
| Змагання/Сезон                    | 2015-2016 | 2016-2017 |
| --------------------------------- | --------- | --------- |
| Чемпіонати світу                  | 12        | 12        |
| Чемпіонати Європи                 | 10        | 4         |
| Етапи Гран-прі: Skate America     |           | 6         |
| Етапи Гран-прі: Trophée de France |           | 5         |
| Finlandia Trophy                  | 2         |           |
| Кубок Таллінна                    | 1         | 2         |
| Мордовські візерунки              | 2         |           |
| Турнір у Монреалі                 |           | 4         |
| Турнір у Лейк-Плесіді             | 1         |           |
| Чемпіонати Ізраїлю                | 1         | 1         |

### За Литву
(з Дейвідасом Стагнюнасом)
| Змагання                       | 2010-2011 | 2011-2012 | 2012-2013 | 2013-2014 |
| ------------------------------ | --------- | --------- | --------- | --------- |
| Олімпійські ігри               |           |           |           | 17        |
| Чемпіонати світу               | 14        | 18        | 15        |           |
| Чемпіонати Європи              | 12        | 9         |           | 9         |
| Чемпіонати Литви               | 1         | 1         |           |           |
| Етапи Гран-прі: Rostelecom Cup |           | 5         |           |           |
| Етапи Гран-прі: Skate America  |           | 3         |           | 7         |
| Nebelhorn Trophy               | 11        | 5         |           |           |
| Icechallenge                   | WD        |           |           |           |
| NRW Trophy                     | 3         |           |           |           |
| Золотий коник Загреба          |           |           | 4         |           |
| Меморіал Павла Романа          |           |           | 4         |           |

WD = знялися з змагань

### За Грузію
(з Отаром Джапарідзе)
| Змагання                                    | 2007-2008 |
| ------------------------------------------- | --------- |
| Чемпіонати світу серед юніорів              | 14        |
| Етапи юніорського Гран-прі, Німеччина       | 7         |
| Етапи юніорського Гран-прі, Велика Британія | 6         |

## Особисте життя
В середині червня 2017 року Ізабелла Тобіас вийшла заміж за хокейного скаута Самюеля Лайтса.